# 83598 Aiweiwei
83598 Aiweiwei è un asteroide della fascia principale. Scoperto nel 2001, presenta un'orbita caratterizzata da un semiasse maggiore pari a 2,9806841 UA e da un'eccentricità di 0,1203908, inclinata di 11,40233° rispetto all'eclittica.